# Robert Wrenn
Robert Duffield Wrenn, Bob Wrenn (ur. 20 września 1873 w Highland Park, zm. 12 listopada 1925 w Nowym Jorku) – amerykański tenisista, pięciokrotny zwycięzca mistrzostw USA w grze pojedynczej i podwójnej, reprezentant w Pucharze Davisa.

## Kariera tenisowa
Podobnie jak wielu innych członków jego rodziny od młodości z powodzeniem uprawiał wiele dyscyplin sportowych. W czasie studiów na Harvardzie grał m.in. w futbol amerykański, baseball, wyróżniał się także jako tenisista (międzyuczelniany mistrz USA w deblu z F. B. Winslowem w 1892 roku). Po raz pierwszy znalazł się w czołówce rankingu krajowego w 1892 roku, na 8. miejscu. Rok później awansował już na pozycję lidera, przede wszystkim dzięki pierwszemu tytułowi mistrzowskiemu zdobytemu na trawiastych kortów w Newport.
W 1893 roku okazał się najlepszy w mistrzostwach USA (obecnie US Open), pokonując w finale turnieju pretendentów Freda Hoveya. Na starcie imprezy zabrakło triumfatora sprzed roku Olivera Campbella i tym samym Wrennowi przypadł tytuł bez konieczności rozgrywania właściwego finału (challenge round). Został on pierwszym leworęcznym zwycięzcą mistrzostw, a zarazem pierwszym przedstawicielem stylu defensywnego. Wrenn znany był z dobrego przeglądu sytuacji na korcie, umiejętności poruszania się, a przede wszystkim z lobów.
Wrenn obronił tytuł mistrzowski w 1894 roku, jednak w 1895 roku w challenge round musiał uznać wyższość Freda Hoveya. Po raz trzeci w walce o tytuł Hovey i Wrenn spotkali się w 1896 roku i tym razem to Wrenn zatriumfował. Czwarty raz został mistrzem w grze pojedynczej rok później, pokonując Wilberforce'a Eavesa. Ponadto w 1895 roku zdobył mistrzostwo w grze podwójnej, występując w parze z Malcolmem Chacem. Wrenn pozostawał liderem rankingu amerykańskiego do 1897 roku (z przerwą w 1895 roku).
Zabrakło go w mistrzostwach USA w 1898 roku. Nie mógł bronić tytułu, powołany do wojska. W czasie wojny amerykańsko-hiszpańskiej przebywał na Kubie, gdzie jednym z jego towarzyszy broni był inny tenisista William Larned. W czasie służby Wrenn przeszedł żółtą febrę, po której już nigdy nie odzyskał poprzedniej dyspozycji.
Robert Wrenn w 1903 roku zagrał w Pucharze Davisa w rundzie finałowej przeciwko Wielkiej Brytanii w Bostonie. Amerykanie przegrali jednak rywalizację 1:4.
W latach 1912–1915 pełnił funkcję prezydenta federacji amerykańskiej United States Tennis Association. W 1955 roku był w gronie pierwszych osób umieszczonych w międzynarodowej tenisowej galerii sławy.

### Finały w turniejach wielkoszlemowych

#### Gra pojedyncza (4–1)
| Końcowy wynik | Nr | Data | Turniej                              | Nawierzchnia | Przeciwnik        | Wynik finału            |
| ------------- | -- | ---- | ------------------------------------ | ------------ | ----------------- | ----------------------- |
| Zwycięzca     | 1. | 1893 | U.S. National Championships, Newport | Trawiasta    | Fred Hovey        | 6:4, 3:6, 6:4, 6:4      |
| Zwycięzca     | 2. | 1894 | U.S. National Championships, Newport | Trawiasta    | Manliffe Goodbody | 6:8, 6:1, 6:4, 6:4      |
| Finalista     | 1. | 1895 | U.S. National Championships, Newport | Trawiasta    | Fred Hovey        | 3:6, 2:6, 4:6           |
| Zwycięzca     | 3. | 1896 | U.S. National Championships, Newport | Trawiasta    | Fred Hovey        | 7:5, 3:6, 6:0, 1:6, 6:1 |
| Zwycięzca     | 4. | 1897 | U.S. National Championships, Newport | Trawiasta    | Wilberforce Eaves | 4:6, 8:6, 6:3, 2:6, 6:2 |

#### Gra podwójna (1–1)
| Końcowy wynik | Nr | Data | Turniej                              | Nawierzchnia | Partner       | Przeciwnicy                | Wynik finału            |
| ------------- | -- | ---- | ------------------------------------ | ------------ | ------------- | -------------------------- | ----------------------- |
| Zwycięzca     | 1. | 1895 | U.S. National Championships, Newport | Trawiasta    | Malcolm Chace | Clarence Hobart Fred Hovey | 7:5, 6:1, 8:6           |
| Finalista     | 1. | 1896 | U.S. National Championships, Newport | Trawiasta    | Malcolm Chace | Carr Neel Sam Neel         | 3:6, 6:1, 1:6, 6:3, 1:6 |